# شهرستان نووسیلسکی
شهرستان نووسیلسکی (به لاتین: Novosilsky District) یک شهرستان در روسیه است که در استان اریول واقع شده‌است.